# Шейдт, Роберт
Это статья о бразильском яхтсмене. Статью о немецком поэте см. Шейдт, Каспар
Ро́берт Шейдт (порт. Robert Scheidt, род. 15 апреля 1973, Сан-Паулу, Бразилия) — бразильский яхтсмен, двукратный олимпийский чемпион в классе Лазер, 12-кратный чемпион мира (9 раз в классе классе Лазер и трижды в классе Звёздный). Единственный бразилец, выигравший медали на пяти Олимпиадах подряд, и один из трёх бразильцев, принимавших участие в 7 Олимпийских играх.
5 августа 2016 года Шейдт произносил клятву от имени атлетов на церемонии открытия летних Олимпийских игр в Рио-де-Жанейро.

## Общая информация

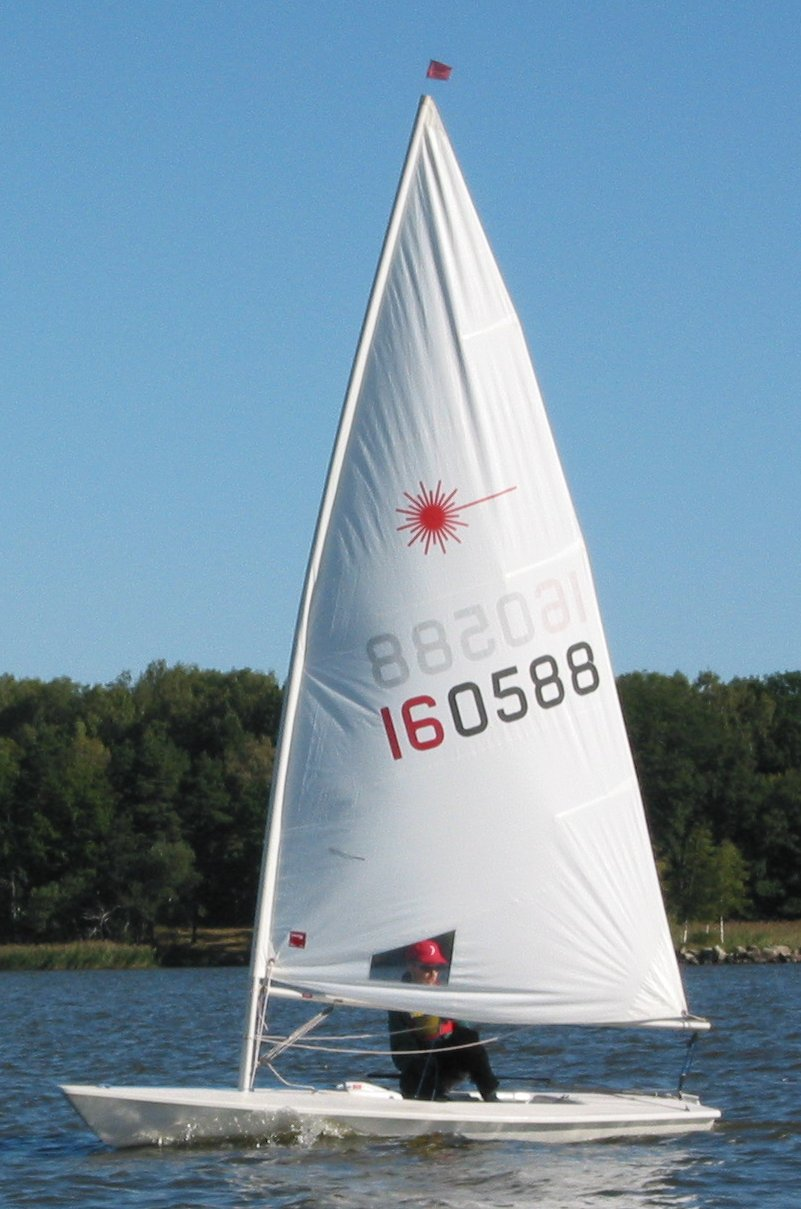
Яхта класса «Лазер»

С 1990 года специализировался в индивидуальном классе Лазер и добился в нём выдающихся успехов — 2 олимпийских золота (1996 и 2004) и 9 титулов чемпиона мира (1995—1997, 2000—2002, 2004, 2005, 2013), 6 титулов чемпиона Южной Америки, 11 титулов чемпиона Бразилии и т. д.
После победы в 2005 году на чемпионате мира в бразильской Форталезе Шейдт решил перейти в класс Звёздный, где стал выступать в качестве шкипера в экипаже с опытным Бруно Прадой. В 2006 году бразильская пара выиграла чемпионат Бразилии и чемпионат Южной Америки, а в 2007 году победила и на чемпионате мира.
На Играх в Пекине бразильцы выиграли серебро (4-я олимпийская медаль для Шейдта), уступив лишь британской паре Ян Перси (олимпийскому чемпиону-2000 в классе Финн) и Эндрю «Барт» Симпсон.
В 2011 и 2012 годах Шейдт и Прада вновь становились чемпионами мира в классе Звёздный. В 2012 году на Олимпийских играх в Лондоне Шейдт/Прада выиграли бронзу в классе Звёздный (первые два места заняли шведский и британский экипажи). В 2013 году Шейдт вернулся в класс «Лазер», одержал победу на чемпионате мира в Омане и начал готовиться к Олимпийским играм 2016 года в Рио-де-Жанейро.
Шейдт был знаменосцем сборной Бразилии на церемонии открытия Олимпиады 2008 года в Пекине.
В ноябре 2014 года Роберт Шейдт был почетным гостем Всероссийской федерации парусного спорта.
На Играх 2016 года в Рио-де-Жанейро был близок к своей шестой олимпийской медали, но, выступая в классе «Лазер», остался только четвёртым, несмотря на то, что выиграл медальную гонку.
В 2017 году объявил о завершении карьеры, но в 2019 году вернулся, чтобы принять в Олимпийских играх 2020 года в Токио в классе «Лазер». На Играх в Токио 48-летний Шейдт занял восьмое место в классе «Лазер», золото досталось австралийцу Мэттью Уирну. Роберт стал пятым яхтсменом в истории, принимавшим участие как минимум в 7 Олимпийских играх (после Хуберта Раудашля, Пауля Эльвстрёма, Дарварда Ноулза и Жуана Родригеша).

## Личная жизнь
Супруга Шейдта — литовская яхтсменка Гинтаре Волюнгевичюте (род. 1982), серебряный призёр Олимпийских игр 2008 года в классе Лазер Радиал. Свадьба прошла в ратуше Каунаса в октябре 2008 года. У пары двое сыновей.

## Статистика

### Лазер
| Соревнование/Год                   | 1995 | 1996 | 1999 | 2000 | 2003 | 2004 | 2007 | 2016 |
| ---------------------------------- | ---- | ---- | ---- | ---- | ---- | ---- | ---- | ---- |
| Летние Олимпийские игры            | -    | 1    | -    | 2    | -    | 1    | -    | 4    |
| Чемпионат мира по парусному спорту | -    | -    | -    | -    | 2    | -    | -    |      |
| Панамериканские игры               | 1    | -    | 1    | -    | 1    | -    | 2    |      |

### Звёздный
Выступал с Бруно Прадой.
| Соревнование/Год                   | 2007 | 2008 | 2011 | 2012 |
| ---------------------------------- | ---- | ---- | ---- | ---- |
| Летние Олимпийские игры            | -    | 2    | -    | 3    |
| Чемпионат мира по парусному спорту | 1    | -    | 1    | -    |

## Награды
- Офицер ордена Риу-Бранку (12 апреля 2006 года)[5]